# ガティマン急行
ガティマン急行（英語: Gatimaan Express、ヒンディー語:गतिमान एक्सप्रेस）は、インドのインド鉄道が運行する急行旅客列車で、シャターブディー急行と同じく近隣大都市間を高速で結ぶ。2016年4月5日より運行されており、始発駅を朝早く出発して、終着駅に昼頃に到着、さらにそこで停車した後、再び朝の始発駅に向かって出発して晩頃に到着する、という運行型を有している。使用されるLHB客車の色は青に黄色い帯である。

## 概要
ガティマン急行は最高時速160kmであり、シャターブディー急行、ラージダーニー急行とともに、急行の名称を持ちながらも特急の機能を持つ、2018年現在インド最速の列車である。その速さがために準高速鉄道に指定されている。

## 運行

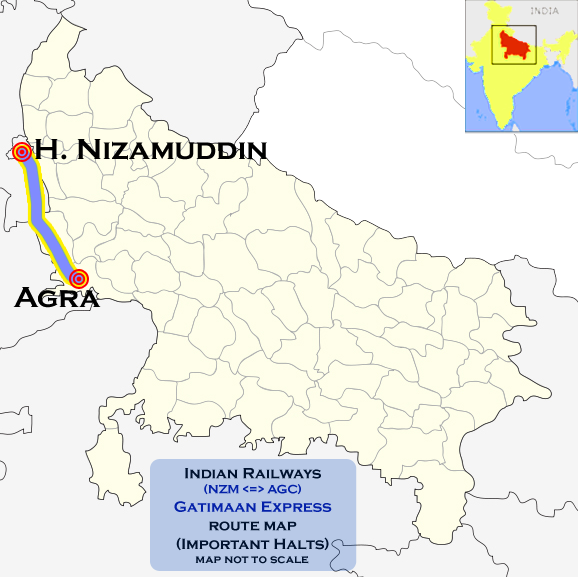
H・ニザームッディーンからアーグラーまでの路線図。

運行当初には途中停車駅はなく、デリーのハズラト・ニザームッディーン駅から、タージ・マハルが有るウッタル・プラデーシュ州のアーグラー・カント駅までの直行便だったが、2018年4月1日以降はアーグラーから先へグワーリヤル駅に停車を行った後、ジャーンシー駅まで延長した。なお、全区間の所要時間は4時間25分である。運行日は金曜日を除く毎日で、牽引機関車は最高速度160km/h運転が可能なWAP5形電気機関車、客車はLHB客車を使用する。列車番号はアーグラー経由ジャーンシー行きが12050、H・ニザームッディーン行きが12049で有る。
| 列車番号                       | 12050    | 12050    | 12049       | 12049    |
| 停車駅                         | 到着時刻 | 発車時刻 | 到着時刻    | 発車時刻 |
| ------------------------------ | -------- | -------- | ----------- | -------- |
| ハズラト・ニザームッディーン駅 | ー       | 08:10    | 22:00       | ー       |
| アーグラー・カント駅           | 09:50    | 09:55    | 20:35       | 20:38    |
| グワーリヤル駅                 | 11:25    | 11:30    | 19:10       | 19:15    |
| ジャーンシー駅                 | 12:35    | ー       | 入線は18:05 | 18:10    |

## 車両
車両はLHB社製の物の使用しており、荷物・電源車を含め客車は12両で有り、荷物・電源車と冷房付き一等座席車2両ずつと冷房付き普通座席車8両で構成されている。料金は普通車で750ルピー（約1,223円）、1等車で二倍の1,500ルピー（約2 ,446円）である。

## 設備
バイオトイレ、火災警報器、Wi-Fi機器、GPSを使用した乗客の情報を収集する装置とスライドドアを搭載している。更に、車内販売を実施しており、車内弁当は北と南の味が配られる（違いは野菜が入っているか否かで有る）。

## 関連
- インドの鉄道
- ラージダーニー急行
- シャターブディー急行
- インド鉄道LHB客車